# Dama kameliowa (film 1981)
Dama kameliowa (org. La Dame aux camélias) – francusko-włoski film kostiumowy z 1981 roku, zrealizowany według powieści Aleksandra Dumasa (syna) pod tym samym tytułem. 

## Fabuła
Piękna paryska kurtyzana Marguerite Gauthier, zwana "damą kameliową", ma wielu klientów wśród arystokratów. Zakochuje się jednak w jednym z nich - Armandzie Duval. Jednak pod wpływem jego ojca, rezygnuje ze znajomości. Po jakimś czasie ich drogi znów się krzyżują.

## Obsada
- Isabelle Huppert - Alphonsine Plessis
- Carla Fracci - Marguerite Gauthier
- Gian Maria Volonté - Plessis
- Bruno Ganz - książę Perregaux
- Fabrizio Bentivoglio - Aleksander Dumas (syn)
- Clio Goldsmith - Clemence
- Mario Maranzana - Aleksander Dumas (ojciec)
- Yann Babilée - Agenor
- Cécile Vassort - Henriette
- David Jalil - Maxence
- Piero Vida
- Fabio Traversa - ksiądz